# Wojna o centy
Tzw. Wojna o centy (niem. Rappenkrieg) miała miejsce w latach 1591–1594. Był to konflikt pomiędzy miastem Bazylea a chłopami z prowincji, którzy wystąpili przeciwko zwiększonym podatkom. Zryw ten swoją nazwę wywodzi od jednostki monetarnej w Szwajcarii- centa (niem. Rappen - cent szwajcarski). Konflikt przyrównywany jest często do powstania chłopskiego z lat 1612–1614 we Fricktal, które wybuchło z podobnych przyczyn. 

## Przyczyny konfliktu
W latach 1586–1589 ceny za produkty rolne w Szwajcarii na skutek takich czynników jak wzrost liczby ludności, marnotrawstwo towarów, ograniczenie praw oraz ciężki zimowy klimat - osiągnęły poziom niespotykany dotychczas w historii kraju. Powodowało to spore trudności aprowizacyjne w miastach tzw. Starej Szwajcarii (miasta łączone w czasach Reformacji w Związki).
W roku 1579 biskup Bazylei Jakob Christoph Blarer von Wartensee, zwolennik rekatolizacji zawarł przymierze z katolickimi miastami Szwajcarii. W zawartym w Baden układzie Bazylea zobowiązywała się wypłatę kwoty 200 000 guldenów (według dzisiejszej wartości ok. 7 mln Euro) w zamian za zachowanie władzy nad całą prowincją.

## Początek konfliktu
W celu pozyskania żądanej kwoty, władze Bazylei zwiększyły w styczniu 1591 r. podatek od wina i mięsa o jednego centa. Przeciwko tej ,,gwałtownej,, podwyżce zaprotestowali masowo okoliczni chłopi, jednak miasto odrzuciło stanowczo ich petycję, którą wystosował niejaki Osimus uchodzący za przywódcę zrywu chłopskiego. Osimus dwukrotnie trafiał do więzienia, gdzie zarzucano mu udział w spisku. 
Po aresztowaniu przywódcy, chłopi powoływali się na szwajcarskie prawa w radzie miejskiej. Ta zawiesiła jedynie na krótki czas rozmów nałożenie podatku przez miasto. Kolejne trzy próby rozwiązania konfliktu spaliły na panewce, gdyż chłopi odmawiali płacenia pieniędzy powołując się stale na panujące ubóstwo i drożyznę. 

## Eskalacja konfliktu
Jesienią 1594 r. sytuacja chłopów stała się beznadziejna. Konflikt rozszerzał się stopniowo, gdyż Bazylea surowo wymagała od swoich poddanych zaległych pieniędzy. Po incydencie z jednym z oberżystów, któremu miasto zakazało wykonywania zawodu, uzbrojeni chłopi zebrali się w całej okolicy, nie dopuszczając urzędników miejskich przybyłych w celu zamknięcia oberży. W odpowiedzi na to dnia 13 maja miasto wysłało niewielki kontyngent wojskowy w sile 50 strzelców pod dowództwem Andreasa Ryffa w kierunku Liestal. 
Dnia 15 maja niepowodzeniem zakończyła się próba aresztowania Hansa Siegrista z Niederdorfu, jednego z głównych przywódców zrywu. Uzbrojeni chłopi zebrali się na wzgórzu Wildsteiner w okolicach zamku Wildenstein. Ryff na czele 170 ludzi pociągnął z rejonu Liestal do Bubendorfu, gdzie zamierzał zaczaić się na oddział chłopski. Bazylejczyk pragnął uniknąć wybuchu ogólnego powstania, doprowadzając do pertraktacji. Po kilku dniach rozmów, Ryff używając groźby kolejnych podwyżek przekonał w końcu chłopów do zaprzestania zrywu. 
Dzięki wynegocjowanemu rozwiązaniu, Bazylea w krótkim czasie potroiła swoje wpływy z tytułu podatku od wina. Na mocy porozumienia chłopi biorący udział w powstaniu nie zostali ukarani, odstąpiono też od obciążenia ich kosztami wynikłymi w trakcie konfliktu.
Literatura:
- Andreas Ryff: Der Rappenkrieg. Anfang, Mittel und End. Alles von dem Ehren und Nothvesten Herrn Hauptmann Andreas Ryff ganz wahrhaftig und ordentlich beschrieben. Basel, Nik. Müller 1833